# Michael Johnson (labdarúgó, 1988)
Michael Johnson (Urmston, Anglia, 1988. március 3. –) angol labdarúgó. Ifiként a Leeds United, az SBV Excelsior, az Everton és a Manchester City akadémiáján is megfordult. A Premier League-ben a 2006/07-es szezonban mutatkozott be, a Manchester City színeiben, és rövidesen fontos csapattaggá vált. A kék mezeseknél töltött évei alatt az U19-es és az U21-es angol válogatottba is meghívót kapott.
A 2008/09-es szezon elején több sérülést is szenvedett, ami alaposan visszavetette a fejlődését és a szerződéséből hátralévő évei alatt mindössze négyszer lépett pályára. Utoljára 2009-ben, egy Scunthorpe United elleni Ligakupa-meccsen játszott a City színeiben. A 2011/12-es idényben kölcsönben a Leicester Cityhez került, de egy újabb sérülés miatt vissza kellett térnie Manchesterbe. 2012 decemberében a Manchester City szerződést bontott vele, több mint három évvel azután, hogy utoljára pályára lépett a csapatban. Johnson számára ez jelentette profi pályafutása végét.

## Pályafutása

### Ifikor
Az Urmstonban, Nagy Manchesterben született Johnson a Leeds United akadémiáján kezdett el futballozni, majd 2000-ben a Holland SVB Excelsiorhoz került, hol két évet töltött, mielőtt csatlakozott volna az Evertonhoz. 2004-ben került később egyetlen profi klubja, a Manchester City ifiakadémájára. A 2005/06-os szezonban csapatkapitánya volt annak a Citynek, mely az FA Youth Cup döntőjéig jutott. 2006. október 21-én, Stuart Pearce irányítása alatt bemutatkozhatott a felnőttcsapatban, ezzel ő lett a 20. olyan játékos, aki a klub Platt Lane-i akadémiájáról egyenesen az első csapatba került. Labdakezelése, gólveszélyessége és az, hogy mind védekezésben, mind támadásban csapata hasznára tudott lenni, hamar felkeltette a játékosmegfigyelők figyelmét.

### Manchester City

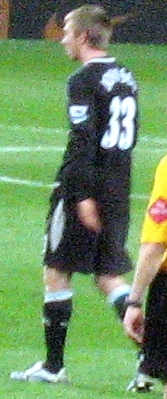
Johonson a Cityben, az Arsenal ellen, 2007-ben.

2006. október 21-én az ificsapatban nyújtott teljesítménye miatt Johnson lehetőséget kapott a manchesteriek első csapatánál, egy Wigan Athletic ellen idegenben 4-0-ra elveszített bajnokin. Második lehetőségére 2007 márciusáig kellett várnia, amikor kezdőként lépett pályára a Middlesbrough ellen, majd az ezt követő hat meccsen sorozatban játéklehetőséghez jutott. A sorozatot egy térdsérülés szakította meg.
Első gólját 2007. augusztus 15-én szerezte, egy Derby County elleni bajnokin, mellyel csapata 1-0-ra megnyerte a találkozót. Ez volt az első bajnoki gól, melyet a City hazai pályán szerzett a 2007-es évben. 2007 végén és 2008 elején Johnson  egy kettős sérvműtét miatt nem léphetett pályára, amire egy hasi sérülés miatt volt szükség. 2008. február 29-én térhetett vissza, végigjátszva a Wigan elleni 0-0-s bajnokit. A 2007/08-as idényt három góllal zárta.
Johnson jó formában kezdte a 2008/09-es szezont. A pályán jól megértette egymást Stephen Irelanddel és Elanóval, de egy szeptemberi, Brighton & Hove Albion elleni Ligakupa-meccs után kiújult a hasi sérülése, ami miatt hosszú ideig nem játszhatott. Hét hónap múlva léphetett újra pályára, de ekkor még csak a tartalékok között.
Az első csapatban a 2009/10-es évad előtti felkészülési meccseken kapott újra lehetőséget. A dél-afrikai Vodacom Challenge-en játszott az Orlando Pirates ellen, a következő meccs előtti bemelegítésen azonban ismét megsérült. Az új bajnoki szezonban 2009. szeptember 28-án, a West Ham United ellen léphetett először pályára, csereként váltva Gareth Barryt. Október 28-án, egy Scunthorpe United elleni Ligakupa-mérkőzésen több mint egy év után ismét gólt szerzett. 2009. december 10-én a Manchester City bejelentette, hogy Johnson egy edzésen súlyos térdsérülést szenvedett, ami miatt nem léphet pályára a szezon hátralévő részében.
2011. július 27-én a korábbi City-menedzser, Sven-Göran Eriksson által irányított Leicester City az egész szezonra kölcsönvette Johnsont, de mindössze néhány meccs után vissza kellett térnie a manchesteriekhez egy újabb sérülés miatt.
2013 januárjában felröppent egy később megerősített hír, miszerint a Manchester City 2012. december 25. előtt szerződést bontott Johnsonnal. A találgatások azután kaptak szárnyra, hogy a középpályásről megjelent egy kép, melyen meglehetősen túlsúlyosnak látszott. Az utolsó öt szezonjában Johnson mindössze négy tétmeccsen játszott a Cityben, úgy, hogy a 2010/11-es, a 2011/12-es és a 2012/13-as idényben egyáltalán nem kapott lehetőséget.
Több korábbi csapattársa és edzője is sajnálatát fejezte ki, amiért tehetsége ellenére ilyen fiatalon véget ért profi karrierje. Dietmar Hamann például kiemelkedő középpályásként emlegette, aki német válogatottbeli csapattársára, Michael Ballackra emlékeztette. Korábbi edzője, Sven-Göran Eriksson így nyilatkozott róla: "Nagyszerű játékos volt... mindenki azt gondolta, hogy ő lesz a következő nagy angol sztár." A szerződésbontás idején a Manchester Cityt irányító Roberto Mancini a következőket mondta: "Hatalmas tehetség a srác, sajnálom, hogy így alakult."

## Válogatott pályafutása
Johnson az U16-os, az U19-es és az U21-es válogatottban is játszott.

## Privát élete
2012 februárjában Johnsont letartóztatták ittas vezetés miatt, miután egy rendőr megállította és megszondáztatta Manchester központjában. Az eljárás ideje alatt ismét letartóztatták, amiért balesetet okozott Traffordban. 2012 júniusában újból őrizetbe vették ittas vezetés gyanújával, miután Mercedesével egy parkoló autónak ütközött, útban barátnője urmstoni háza felé. 2012 szeptemberében a három vétségért összesen 5500 font bírságot kapott.
A szerződésbontását követően egy a Manchester Evening News című lapnak adott interjújában elárulta, hogy évek óta kezelés alatt áll mentális problémák miatt, majd úgy zárta a beszélgetést, hogy hálás lenne, ha élete hátralévő részében mindenki békén hagyná.
2015 januárjában Johnson saját ingatlanirodát nyitott szülővárosában, Urmstonban.

## Külső hivatkozások
- Michael Johnson pályafutásának statisztikái a Soccerbase oldalon (angolul)

- Michael Johnson profilja a PremierLeague.com-on[halott link]